# Ängelholms högre allmänna läroverk
Ängelholms högre allmänna läroverk var ett läroverk i Ängelholm, verksamt från 1874 till 1968.

## Historia
Skolan har sitt ursprung i en pedagogi som fanns från 1860. Denna ombildades 1874 till ett (lägre) elementarläroverk som från 1879 benämndes (lägre) allmänt läroverk.  Denna ombildades 1905 till en samskola och 1928 till en samrealskola. År 1949 tillkom ett kommunalt gymnasium och skolans namn var från 1955 Ängelholms högre allmänna läroverk.
Skolan kommunaliserades 1966 och namnändrades då till Ängelholms läroverk, senare namnändrad till Ängelholms gymnasieskola. Studentexamen gavs från 1952 till 1968 och realexamen från 1911 till 1971.

## Galleri

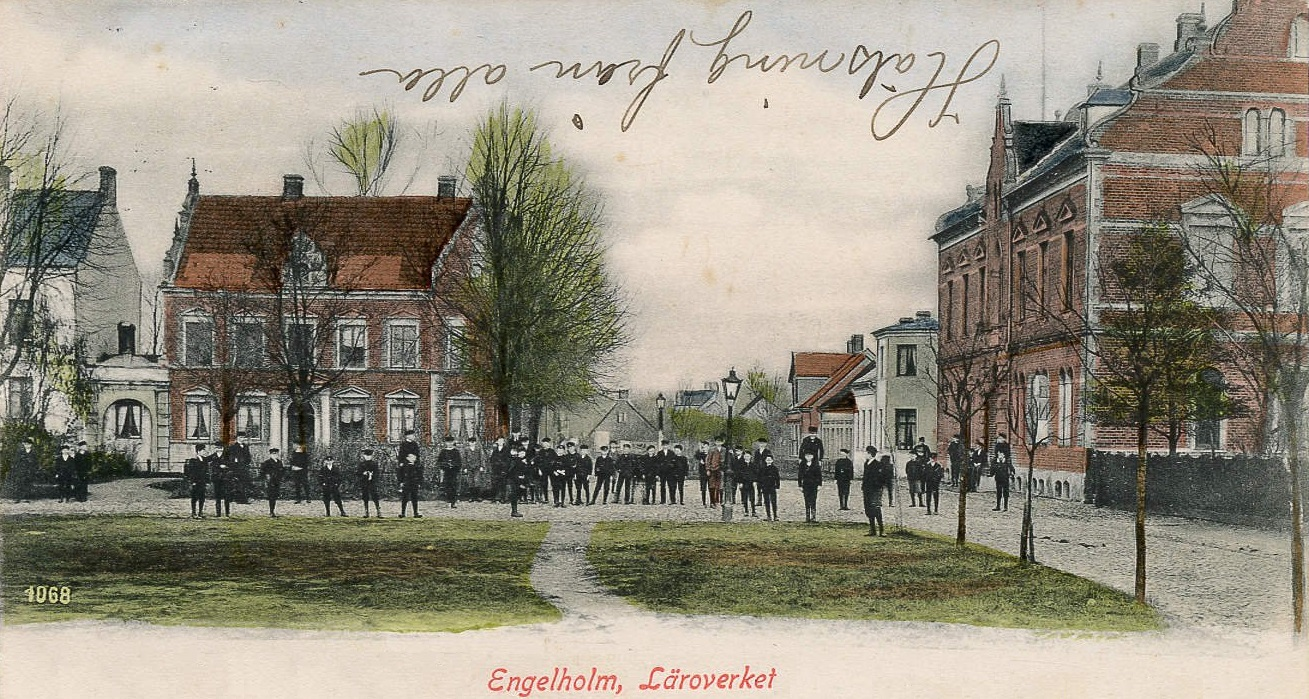
Läroverket i Engelholm cirka 1902.
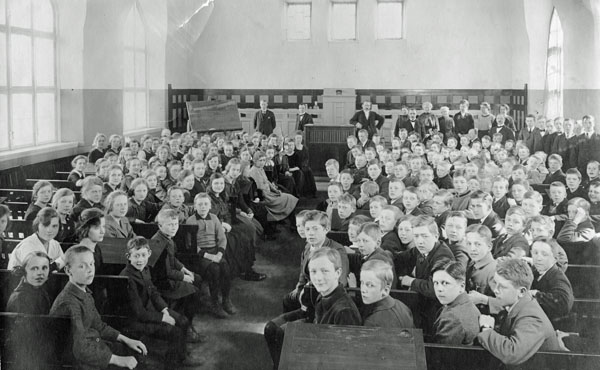
Ängelholms samrealskola samlingssal cirka 1918.
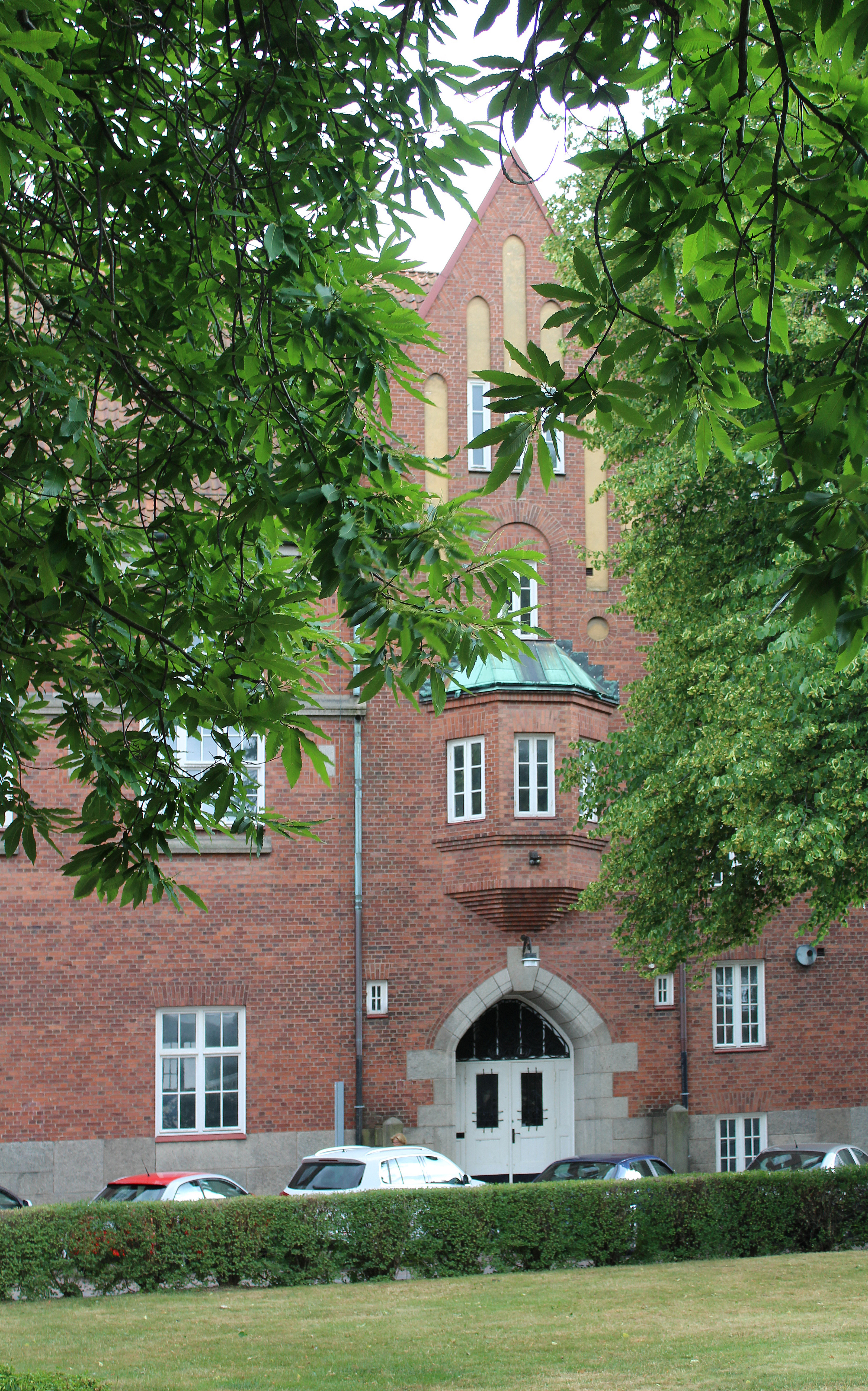
Nya Samskolans byggnad rest 1911–1914. Arkitekt: Theodor Kellgren.